# Laurowiśnia wschodnia

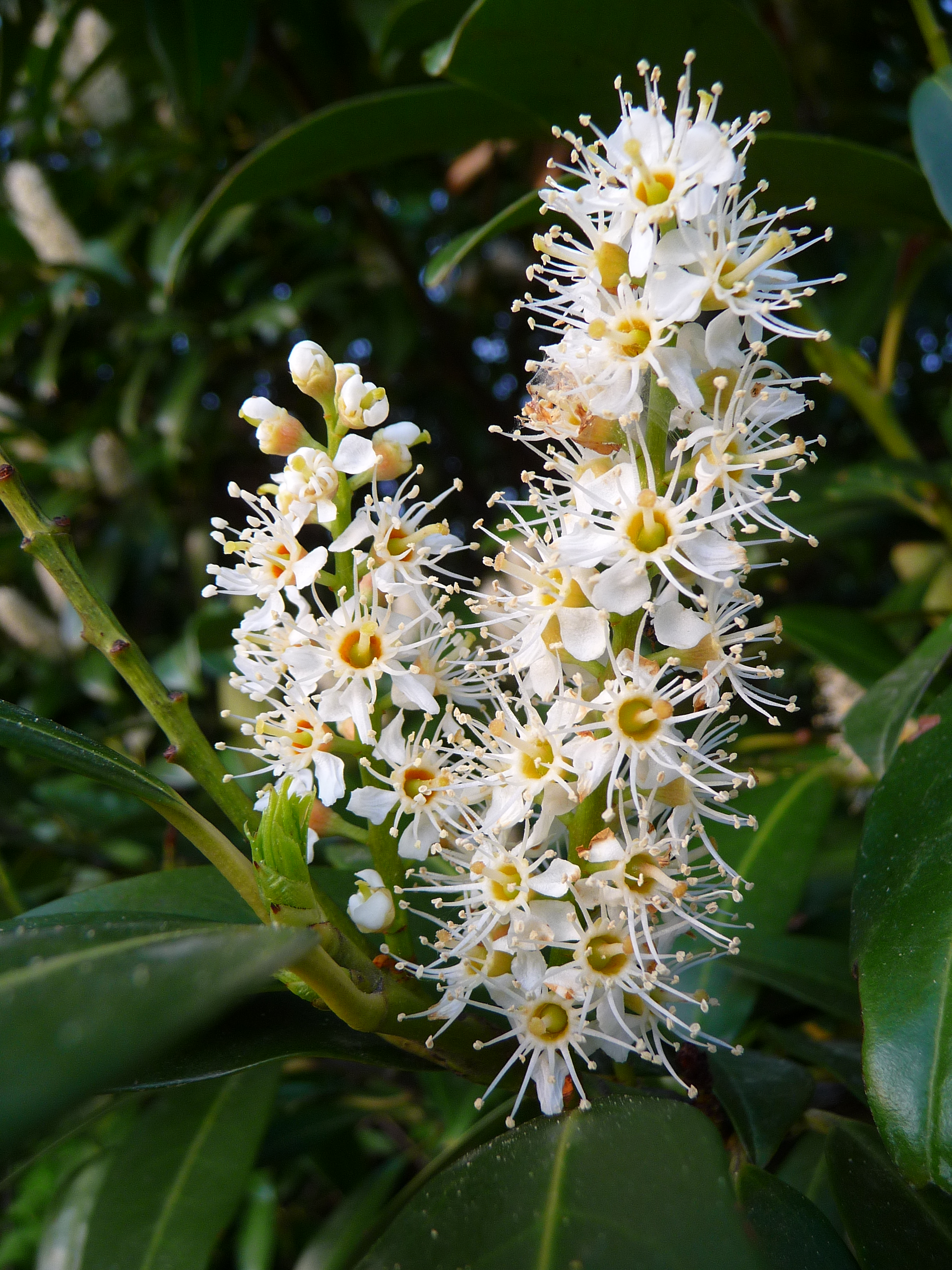
Kwiatostany

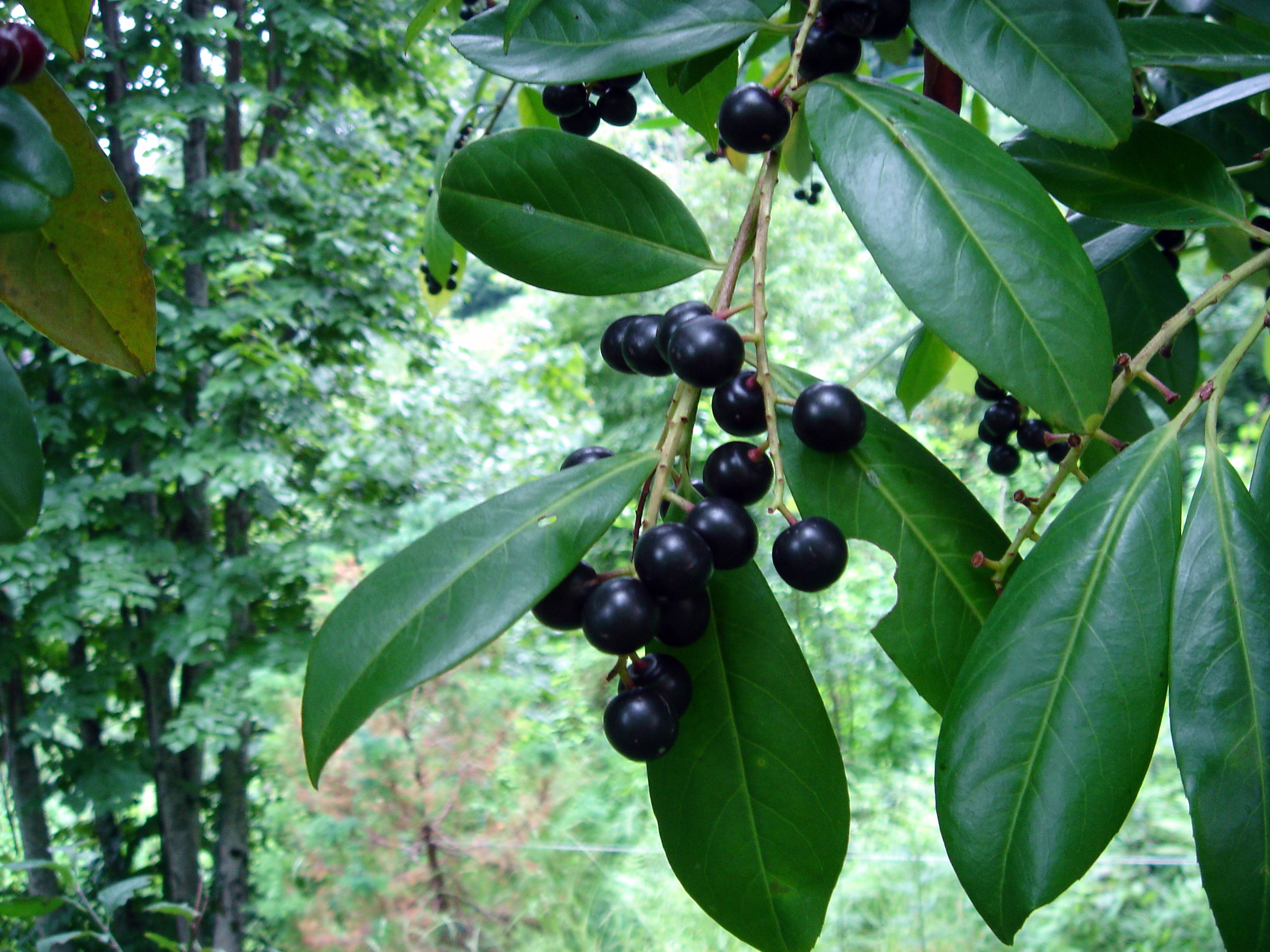
Liście i owoce

Laurowiśnia wschodnia, laurośliwa wschodnia, wawrzynośliwa, śliwa wawrzynolistna (Prunus laurocerasus L.) — gatunek rośliny wieloletniej z rodziny różowatych. Pochodzi z Półwyspu Bałkańskiego, Kaukazu i Azji Mniejszej. W Polsce jest uprawiana.

## Systematyka
- Według systemu APG II[2] i systemu Reveala[7] należy do rodzaju Prunus (Prunus laurocerasus L.)
- Według Krytycznej listy roślin naczyniowych Polski[8] należy do odrębnego rodzaju laurowiśnia (Laurocerasus officinalis Roem.)

## Morfologia
PokrójWieczniezielony krzew lub małe drzewo o szerokiej, rozłożystej koronie, dorastające 6 m wysokości.
KoraGładka, ciemna i szarobrązowa.
LiścieEliptyczne, grube, skórzaste i całobrzegie, ułożone skrętolegle. Ciemnozielone i błyszczące z wierzchu, od spodu blade lub żółtozielone. Dorastają do 20 cm długości. Przypominają liście laurowe, stąd pochodzi nazwa rośliny.
KwiatyDrobne, białe, delikatne, pachnące, zebrane we wzniesione grona. Mają 5-działkowy kielich, 5-płatkową koronę, 1 słupek i liczne pręciki.
OwocCzerniejący, błyszczący pestkowiec, dorastający 1,25 cm średnicy. U nas owoce zawiązują się rzadko.

## Biologia
Roślina jednopienna, owadopylna. Kwitnie od kwietnia do maja. Owoce pojawiają się w lipcu. Jest rośliną trującą dla człowieka, nasiona i liście zawierają trujący glikozyd, będący pochodną kwasu cyjanowodorowego.

## Zastosowanie
Roślina ozdobna, posiada szereg odmian. W Polsce uprawiana była dość rzadko z powodu niewystarczającej odporności na silne mrozy. Ceniona za dekoracyjne, ciemnozielone liście i pachnące kwiaty. Sadzona w ogrodach i na cmentarzach. Często stosowana na formowane żywopłoty.
Dawniej stosowano w lecznictwie destylat ze świeżych liści, zawierający 0,1% cyjanowodoru, pod łacińską nazwą farmaceutyczną Aqua laurocerasi w leczeniu m.in. astmy i kaszlu.

## Uprawa
Wymaga żyznej i wilgotnej gleby z dużą zawartością wapnia oraz stanowiska osłoniętego od wiatru. Jest odporna na zanieczyszczenia powietrza. Może rosnąć na stanowiskach nasłonecznionych i cienistych. Podczas mroźnych zim zdarza się, że przemarza, nie trzeba jej wtedy jednak usuwać. Wystarczy przyciąć przy ziemi obumarłe pędy, a szybko wypuści nowe.